# Kutató Tanárok Országos Szövetsége
A Kutató Tanárok Országos Szövetsége 2005-ben alakult, hivatalosan 2006 óta bejegyzett közhasznú civil szervezet. A Szövetség elsősorban magyarországi tanárokat tömörít, de számos határon túli tagja is van. 2011-ben taglétszáma mintegy 300 fő.

## A Szövetség tagjai
A Szövetség tagjai olyan pedagógusok, akik hivatásuk mellett:
- saját kutatásokat végeznek (egyetemeken, kutatóintézetekben)
- kutató diákköröket működtetnek, kutató diákokat mentorálnak - a Kutató Diákok Mozgalmával[2] együttműködésben
- pedagógiai, módszertani fejlesztésekben vesznek részt (taneszközöket, segédanyagokat, tanulási platformokat vagy más innovatív megoldásokat dolgoznak ki).

A Szövetség tagjai számos iskolatípust képviselnek, az általános iskolától a szak- illetve szakközépiskolán keresztül a gimnáziumokig illetve a felsőoktatásig. A kutató tanárok a legkülönfélébb szakokat tanítják: a humán szakoktól a természettudományokon keresztül a művészetekig vagy műszaki tantárgyakig.

## Célok
A Szövetség célja a pedagógusok támogatása a fenti tevékenységekben, többek között az alábbi módokon:
- kutató tanár díjak
- ösztöndíjak alapítása;
- kutatási támogatás biztosítása;
- rendszeres tudományos konferencia szervezése, szakmai továbbképzések rendezése;
- pedagógiai, módszertani innovációk felkarolása és terjesztése;
- pedagógusok tudományos publikációinak megjelentetése külföldi és hazai szaklapokban, folyóiratokban, saját évente megjelenő tudományos közleményünkben;
- képzések, továbbképzések, szakmai napok szervezése.

## Tevékenységek
A Szövetség évente rendez konferenciákat („Egymástól tanulunk” és „Másoktól tanulunk”) illetve jelentet meg tanulmánykötetet.
A KUTOSZ részt vesz különböző olyan kutatási illetve kutatási-fejlesztési projektekben is, amelyek a tagok számára fejlődési lehetőséget jelentenek.
A KUTOSZ évente illetve kétévente ad díjakat. A Kajtár Márton Emlékdíjat évente ítélik oda annak a tagnak, aki amellett, hogy a Szövetség iránt elkötelezett munkát végez, saját példájával is demonstrálja az pedagógiai munkát. A Kontra György Innovációs Díjat azon tanárok kaphatják, akik személyes példájukkal motiválják növendékeiket arra, hogy műszaki-természettudományos karriert válasszanak illetve akiknek tanítványai sikerrel szerepelnek az ilyen témájú megmérettetéseken. A díjat három kategóriában (fiatal pedagógus, határon túli és hazai tanár) adják ki. A Kontra Györgyné Innovációs Ösztöndíjat a hasonlóan kiemelkedő eredményeket felmutató, nem természettudomány szakos tanárok kaphatják. A Kontra György Innovációs Díjat és a Kontra Györgyné Innovációs Ösztöndíjat is a Magyar Innovációs Szövetséggel együttműködésben ítéli oda a Kutató Tanárok Országos Szövetsége által felkért független bizottság.